# Предео изузетних одлика Таткова земуница
Предео изузетних одлика „Таткова земуница” налази се у насељу Крајковац, општина Мерошина. Простире се на површини од 361,8609 хектара. Предео је богат шумом, у којој је буква најзаступљенија врста (са око 54,000 m³,70%), а потом следи храст китњак(са око 8,600 m³, 11%). Поред природних, биолошко−еколошких, налазе се и културно историјске вредности. На подручију земунице налази се и изграђени споменички комплекс са скулптурама аутора Александра Шакића, академског вајара. На удаљености од око 300 m од Таткове земунице налази се још једна земуница. На подручију заштићеног природног добра налази се још и Црква Свети Врачи.